# Папа Гргур XV
Папа Гргур XV (9. јануара 1554. - умро 8. јула 1623), рођен као Алесандро Лудовизи (Alessandro Ludovisi), био је папа Римокатоличке цркве од 1621. до 1623.